# Powódź w Arkansas (2010)
Powódź w Arkansas – powódź błyskawiczna, która nawiedziła obszar niemunicypalny Caddo Gap w stanie Arkansas (Stany Zjednoczone), w porannych godzinach dnia 11 czerwca 2010 roku i spowodowała śmierć co najmniej 20 osób. Opady deszczu wyniosły od 150 do 200 mm powodując podniesienie stanu wód w rzekach: Little Missouri i Caddo oraz zalanie kempingu w Ouachita National Forest.     

## Opady
Powódź wystąpiła w wyniku intensywnych opadów deszczu, które wystąpiły wieczorem w dniu 10 czerwca oraz o poranku 11 czerwca w Ouachita National Forest, powodując podniesienie się poziomu rzek w Little Missouri i Caddo o 2,4 m na godzinę. W Little Missouri maksymalny poziom wody wyniósł ponad 7 m w pobliżu Langley, w porównani z jej zwykłym poziomem, który wynosi 91 cm. W wyniku powodzi zostały dotknięte obozowiska wzdłuż rzek.     
Powódź tych rozmiarów nigdy nie nawiedziła tego regionu od czasu rozpoczęcia prowadzenia pomiarów metrologicznych w roku 1988.

## Ofiary
W wyniku powodzi zginęło 20 osób (w tym sześcioro dzieci) oraz 24 osoby zostały uznane za zaginione. Wiele ofiar zginęło w trakcie przetaczania się wody przez zatłoczony camping w Albert Pike Recreational Area, około godziny 5:30 w dniu 11 czerwca. 
Amerykański Czerwony Krzyż oszacował, że ponad 200 osób zostało dotkniętych przez powódź.